# Trans-Europ-Express
A Trans Europ Express, vagy más néven a Trans-Europe Express, egy nemzetközi vasúti szolgáltatás volt Nyugat- és Közép-Európában 1957-1995 között. Legnagyobb lefedettsége 1974 telére érte el, ekkor 45 vasúti járat kapcsolt össze 130 különböző európai nagyvárost a nyugati Spanyolországtól a keleti Ausztriáig, valamint Dániától Dél-Olaszországig. A járatokat egységesen bordó-krémsárgára fényezett személykocsikból kiállított szerelvények alkották. A vonatokba eleinte csak első osztályú kocsikat, később másodosztályúakat is besoroltak. Funkcióját az EuroCity rendszer és később a nagysebességű nemzetközi vonatok vették át.

## A kezdetek
Az első járatok 1957. június 2-án indultak el F. Q. den Hollander, a holland nemzeti vasúttársaság (NS) akkori elnök-igazgatójának ötlete nyomán. A TEE a nyugat-német (DB), a francia (SNCF), a svájci (SBB-CFF-FFS), az olasz (FS) és a holland vasút közös hálózata volt. Bár néhány vonat a kezdetektől fogva Belgiumon keresztül közlekedett, a belga nemzeti vasúttársaság (NMBS/SNCB) csak 1964-ben csatlakozott a programhoz. Luxemburg (CFL) szintén csak később csatlakozott.

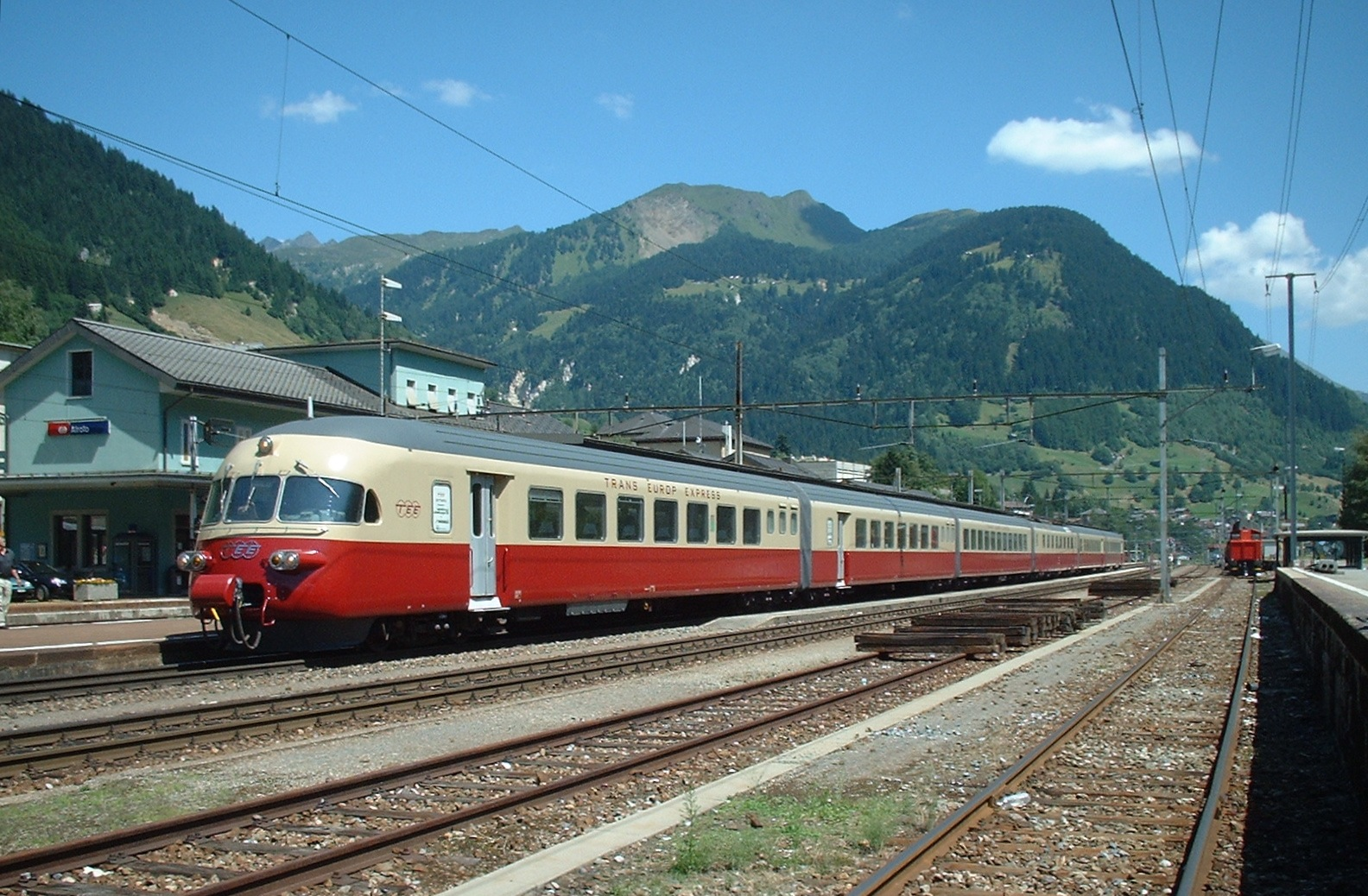
Négy különböző feszültségen üzemelő svájci TEE motorvonat

Az elképzelés egy olyan gyors és kényelmes transznacionális vonathálózat létrehozásáról szólt, amely vonzó az üzletemberek és más rendszeresen utazók számára. Minden vonat csak első osztályú kocsikkal közlekedett, és a normál első osztályú jegyár felett külön felárat kellett fizetni, amelynek összege a megtett távolságtól függött. Ahol lehetséges, a TEE vonatok menetrendjét úgy időzítették, hogy az üzleti utazó egy nap alatt tegyen meg egy oda-vissza utat (oda-vissza), és a célállomáson legyen ideje üzleti tevékenységre is. Minden vonat nevet kapott, és mindegyik gyorsvonat volt, csak a nagyobb városokban állt meg. A névvel ellátott vonatok némelyike már néhány évvel a TEE-hálózat létrehozása előtt is létezett, és egyszerűen 1957-ben vagy később újonnan Trans-Europe Expressznek nevezték el őket. A Settebello például 1953 óta, a Rheingold pedig 1951 óta közlekedett (egy második világháború előtti járat felújításaként). A hálózat 1957-ben indult el 13 különböző útvonalon közlekedő vonatokkal.

## Gördülőállomány

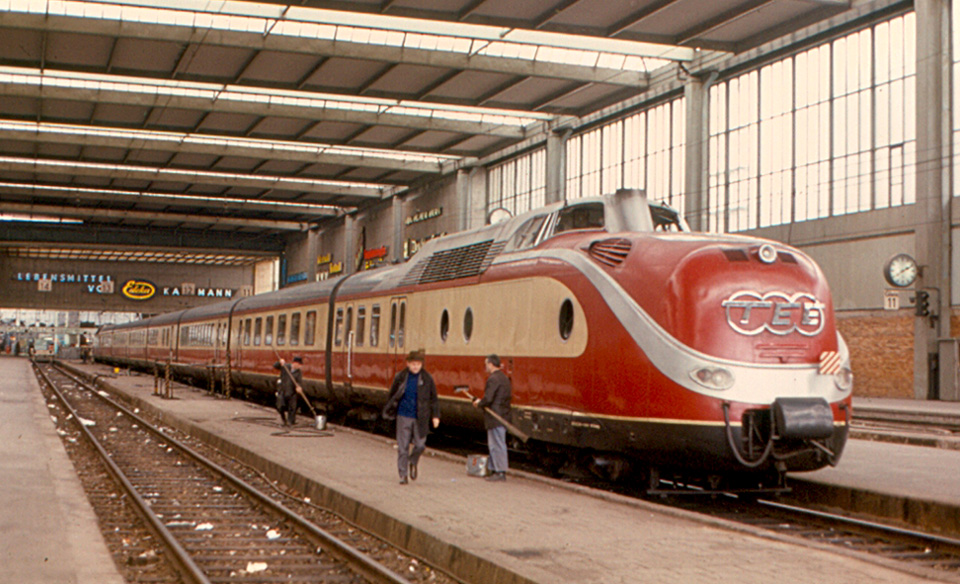
Német DB VT 11.5 sorozatú dízelmotorvonat, amelyet 1972-ig a TEE szolgálatában használtak München Hauptbahnhofon 1970-ben

A rendszer kezdetben teljesen dízelüzemű hálózat volt. A különböző országokban használt sokféle villamosítási rendszer (feszültségek és áramtípusok - váltakozó áram és egyenáram) miatt akkoriban úgy gondolták, hogy a dízelüzemű vonatok vagy dízel motorvonatok használata nagymértékben felgyorsítja a határátkelést. Ráadásul abban az időben számos határátkelő szakasz még nem volt villamosítva. A német DB az áramvonalas DB VT 11.5 sorozatú vonatot építette, míg a Svájci Szövetségi Vasutak (SBB) és a holland NS a RAm/DE-t fejlesztette ki, mindkettő dízelüzemű vonat volt.

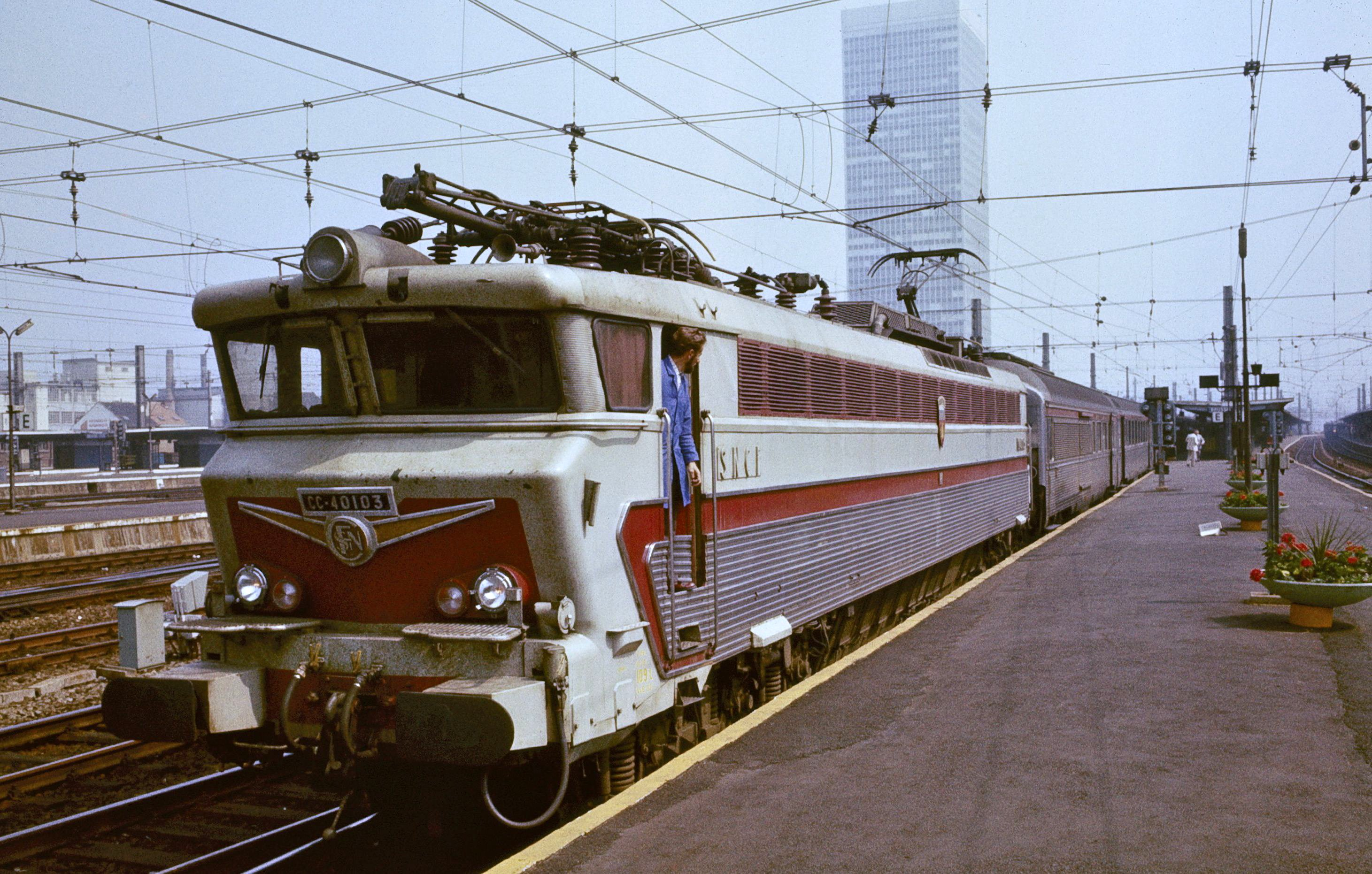
Egy SNCF CC 40100-as a Brüsszel-Párizs L'Oiseau Bleu TEE-vel 1979-ben. Az 1970-es évekre a legtöbb TEE mozdonyvontatású, nem pedig önjáró szerelvény volt

A nemzetközi TEE-hálózat létrejötte azonban lendületet adott a speciális, két vagy több különböző feszültségen üzemelni képes villamos motorvonatok és villamos mozdonyok kifejlesztésének. A DB többek között a 160 km/h-s DB E 10.12 sorozatot és a 200 km/h-s DB 103 sorozatot használta. Az SBB kifejlesztette a RAe TEE II sorozatú villamos motorvonatot, amelyet négy különböző vasúti villamosítási rendszerhez terveztek, és ez a típus 1961-ben állt forgalomba. A Belga Államvasutak 1962-ben mutatta be SNCB 150 sorozatú mozdonyait (mai nevén SNCB 15 sorozat), amelyek három különböző feszültség kezelésére voltak alkalmasak, majd 1966-ban az SNCB 160 sorozatú négyfeszültségű (16 sorozat) és 1973-ban az SNCB 18 sorozat következett. 1964 és 1970 között a francia SNCF is kifejlesztett és bevezetett tíz négyfeszültségű mozdonyt, az SNCF CC 40100 sorozatú mozdonyait.
1975-re a 43 TEE-vonatból kettő kivételével (L'Arbalète és Bavaria) mindegyike villamos meghajtású volt, és a legtöbbet mozdony vontatta.

## A szolgáltatás módosítása
Eredetileg csak a nemzetközi útvonalakat akarták TEE-útvonalként népszerűsíteni. Ezt az elképzelést 1965-ben a francia Le Mistral és a német Blauer Enzian bevezetésével elvetették. Később Franciaországban és Németországban, valamint Olaszországban más útvonalakon is bevezették az egyes országokat kiszolgáló belföldi TEE-vonatokat, de a legtöbb TEE-útvonal továbbra is nemzetközi maradt.

## Növekedés
A hálózat az évek során három újabb országgal bővült: Spanyolország (Renfe), Dánia (DSB) és Ausztria (ÖBB). A rendszer 1974-ben érte el a legnagyobb kiterjedését. E három ország közül azonban csak a Renfe lett TEE-tag; a másik két országon keresztül ugyan futott TEE, de a vasútigazgatások sosem voltak tagok. Az 1970-es évek végén a TEE-hálózat 39 különböző nevű vonatból állt, amelyek 31 útvonalon közlekedtek. Néhány útvonalon egyidejűleg több TEE-vonat közlekedett; például a Párizs-Brüsszel útvonalon négy TEE közlekedett, a nap különböző időpontjaiban.

## Zsugorodás és megszűnés
Az 1970-es évek végétől kezdve fokozatosan egyre több Trans-Europe Express vonatot váltottak fel más, hasonló szolgáltatást nyújtó, de 2. osztályt is továbbító vonatok. Az üzleti utazók egyre inkább a légi közlekedést vették igénybe. 1979-ben a DB az új nemzeti InterCity-járatok megjelenésével teljesen átalakította a hálózatot, aminek következtében az idők folyamán egyre kevesebb TEE-járat és egyre több InterCity-járat közlekedett. A TGV-szolgáltatás 1981-es franciaországi bevezetése és későbbi bővítése, valamint a nagy sebességű vasútvonalak bővítése más európai országokban azt eredményezte, hogy a TEE-ket még több belföldi nagy sebességű vonat váltotta fel.
1984 után a legtöbb járatot megszüntették, így csak néhány belföldi járat maradt (főleg) Olaszországban és Franciaországban, és nagyon kevés nemzetközi járat. A legtöbb vonatot egy új nemzetközi intercity hálózat váltotta fel EuroCity néven, amely 1. és 2. osztályú szolgáltatást is nyújt. Az EuroCity hálózat 1987. május 31-én kezdte meg működését, és ettől az időponttól kezdve az utolsó megmaradt nemzetközi Trans-Europe Express vonatokat átnevezték vagy kivonták a forgalomból, kivéve a Gottardo vonatot (1988 szeptemberében EuroCityvé minősítették át), de névleg a TEE megnevezést továbbra is használták néhány belföldi vonat esetében, amelyek kizárólag Franciaországon belül közlekedtek 1991. június 1-ig.

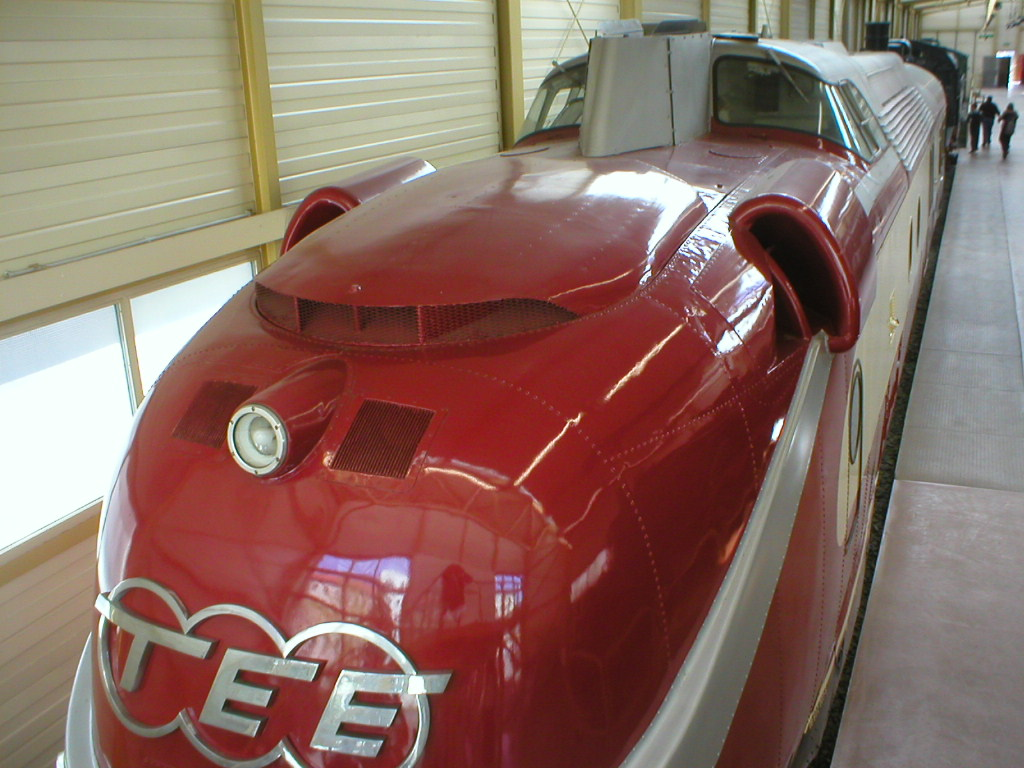
TEE a DB Múzeumban

1993 szeptemberében egyes korábbi TEE vonatokat, amelyek Brüsszel és Párizs (vagy fordítva) között non-stop közlekedtek, és amelyeket EuroCityvé alakítottak át, és első- és másodosztályú kocsikat is kínáltak, átneveztek Trans-Europe Expresszre, de továbbra is két kocsiosztályos vonatok maradtak. Ez a Párizs-Brüsszel expresszjáratoknak az új TGV vonalvezetésre való átállása során történt, és kezdetben a Brabant, Île de France, Rubens és Watteau vonatokat foglalta magában, mind a négy mindkét irányba közlekedett az útvonalon. 1995-re azonban már csak az északi irányba közlekedő Île de France (85-ös vonat) és a déli irányba közlekedő Watteau (88-as vonat) maradt TEE-jelzésű vonat, mivel az ellenkező irányú, azonos nevű vonatokat már átállították TGV-állományra (és megnevezésre), és ezt a két utolsó TEE-t 1995. május 29-i hatállyal TGV-vonatokra cserélték, ismét véget vetve a Trans-Europ Express név hivatalos használatának. Ez a néhány Párizs-Brüsszel (vagy fordítva) expressz, amely 1993-1995 között közlekedett, volt az egyetlen TEE-jelzésű vonat, amely valaha másodosztályú kocsikat szállított (valójában EuroCity-járatok voltak). Néhány vonat 1996. június 1-jéig továbbra is TEE márkájú kocsikat használt, de maguk a vonatok már nem voltak TEE-nek minősítve.

## Javasolt új TEE-hálózat (2020-as évek)
2020 szeptemberében Németország javaslatokat tett egy új Trans Europe Express TEE 2.0 hálózatra. A javasolt útvonalak rövid távon a következők:
- Amszterdam - Párizs - Barcelona
- Brüsszel - Berlin - Varsó
- Amszterdam - Frankfurt am Main - Zürich - Róma
- Barcelona - Frankfurt - Berlin

A javasolt nappali nagy sebességű TEE 2.0 útvonalak az új vonalak befejezését követően (lásd:  Brenner-bázisalagút (Ausztria-Olaszország), Fehmarn-kapcsolat (Dánia-Németország) és az új Stuttgart – Ulm nagy sebességű vasútvonal) a következők:
- Stockholm - Hamburg - Párizs
- Stockholm - Berlin - München
- Róma - Verona - München - Berlin
- Párizs - München - Budapest

Vannak olyan, rövid távon javasolt éjszakai vonathálózatokra vonatkozó javaslatok is, amelyek feltűnően hasonlítanak a Deutsche Bahn korábbi City Night Line hálózatához, amelyet a DB 2016-ban megszüntetett. A rövid távú hálózatban szereplő útvonalak többségét jelenleg az Osztrák Szövetségi Vasutak (ÖBB) üzemelteti a Nightjet hálózat részeként, bár a javasolt Frankfurt - Lyon - Barcelona járat olyan közvetlen vasúti szolgáltatást kínálna, amelyre évtizedek óta nem volt lehetőség. A hosszabb távon javasolt éjszakai járatok között szerepel két Stockholmból induló járat, amelyek közül az egyik Amszterdamot és Párizst is kiszolgálja, a másik pedig Prágán keresztül Bécsbe és Budapestre közlekedik.
2021 májusában az Európai Unió (EU) több tagállamának közlekedési miniszterei szándéknyilatkozatot írtak alá a Trans-Europe Express (TEE) 2.0 hálózat létrehozásáról, amelyet először 2020 szeptemberében, a német EU-elnökség idején jelentettek be. 2021-ben a megállapodás egy menetrendszerű intervallum menetrendjének kidolgozását is tartalmazza. A tagállamok a részvétel iránt érdeklődő üzemeltetőket is azonosítani fogják.
Az aláírásra a német szövetségi közlekedési miniszter, Andreas Scheuer által május 17-én szervezett konferencián került sor, és számos olyan ígéretet tartalmaz, amelyek kibővítik az eredeti TEE 2.0 koncepciót.
A megállapodás rendszeres intervallumos menetrend kialakítását irányozza elő páneurópai szinten, hogy alternatívát nyújtson a rövid távú repülőjáratok és az autóval történő utazások helyett.
A TEE 2.0 koncepció eredeti német javaslata a következőket feltételezi:
- A TEE 2.0-szolgáltatások legalább három EU-tagállamot vagy két tagállamot kötnek össze legalább 600 km hosszúságban.
- a TEE 2.0 vonatok az útvonal jelentős részén legalább 160 km/órás sebességgel közlekednek, vagy a teljes útvonalon 100 km/óránál nagyobb átlagsebességgel, és
- a TEE 2.0 fokozott kényelmet kínál, ingyenes Wi-Fi-vel és étkező kocsikkal.

Bár a szándéknyilatkozat jogilag nem kötelező érvényű, az aláírók megállapodnak abban, hogy meghatározzák, hogy országaik mely vasúttársaságai kívánnak részt venni a jövőbeni TEE 2.0 szolgáltatások nyújtásában. Azt is vállalták, hogy közvetítőként működnek annak érdekében, hogy a szomszédos országok vasúttársaságai és pályahálózat-működtetői érdemi előrelépést tegyenek a TEE 2.0 tervek kidolgozásában.
Az aláírók emellett megállapodtak abban, hogy felkérik az Európai Bizottságot (EB), hogy tegyen javaslatot egy uniós pénzügyi támogatási program elindítására a határokon átnyúló közlekedésre alkalmas gördülőállományba történő beruházás érdekében. Megállapodtak továbbá abban is, hogy további műszaki és üzemeltetési fejlesztésekért fognak lobbizni a határokon átnyúló vasúti szolgáltatások működtetésének megkönnyítése érdekében.
Az új megállapodás értelmében és a leendő üzemeltetők támogatása érdekében az uniós tagállamok ígéretet tesznek arra, hogy moderátorként működnek közre a menetrendek kidolgozásában. Azt is megfogadták, hogy támogatják egy olyan interoperábilis digitális foglalási platform létrehozását, amely támogatja a TEE 2.0 szolgáltatók által kínált nemzetközi utazások foglalását, amelynek ugyanolyan egyszerűnek kell lennie, mint a belföldi utazásoknak. Nem világos, hogy egy ilyen rendszer hogyan kezelné a nagy sebességű vasúthálózatba irányuló vagy onnan induló utazások belföldi részét, és hogyan vonná be a harmadik fél vasúti jegyértékesítő weboldalakat.
A konferencia után közzétett javasolt hálózat a korábbi, Közép-Európára összpontosító iterációhoz képest kibővült. Most már olyan viszonylag egyszerűen megvalósítható útvonalakat is tartalmaz, mint például a Barcelona-Nizza-Velence, valamint olyanokat, mint például a Varsó-Riga-Tallin, amelyek a jelenleg folyamatban lévő nagyszabású új infrastrukturális projektekre támaszkodnak, ebben az esetben a 2026-ban megnyíló Rail Baltica-ra.
Néhány meglévő, nagy gyakoriságú nemzetközi összeköttetést is felvettek az EU-tagállamok kérésére, köztük a nem EU-tag Nagy-Britanniát kiszolgáló Amszterdam-London útvonalat.

### Via Vindobona nyilatkozat
A konferencia részeként Németország, a Cseh Köztársaság és Ausztria egyetértési nyilatkozatot írt alá a Berlin-Drezda-Prága-Bécs Via Vindobona nemzetközi összeköttetés jövőbeli bővítéséről.
A nyilatkozat felvázolja a tervezett nagysebességű vasútvonalat és az útvonalra vonatkozó egyéb infrastrukturális terveket, és várhatóan 2 óra 30 perces menetidő-csökkenést eredményez a Prága-Berlin-Bécs útvonalon. Ha Németországban és a Cseh Köztársaságban az összes szükséges tervezett nagysebességű vasútvonal elkészül, a Berlin-Prága-Bécs új, korlátozott megállású járatának menetideje várhatóan 4 óra 5 percet fog igénybe venni.

## Kulturális referenciák
A vasúthálózatról a német elektronikus zenei együttes, a Kraftwerk 1977-es albuma szólt, amelynek zenéjét többször is leutánozták, és így a vasúti utalás számos zenei műfajba beivódott.

## Trans-Europ-Express vonatok listája
| Vonatszám                | Név                           | Útvonal                                                                                              | Szolgáltatás kezdete | Szolgáltatás vége    |
| ------------------------ | ----------------------------- | --- | -------------------- | -------------------- |
| TEE 92/93                | Adriatico                     | Milano Centrale – Bari Centrale                                                                      | 1973. június 3.      | 1987. május 30.      |
| TEE 8/9                  | Albert Schweitzer             | Dortmund Hauptbahnhof – Gare de Strasbourg                                                           | 1980. február 6.     | 1983. május 27.      |
| TEE 78/79                | Ambrosiano                    | Milano Centrale – Roma Termini                                                                       | 1974. május 26.      | 1987. május 30.      |
| TEE 1/2                  | Aquitaine                     | Paris Gare d’Austerlitz – Bordeaux                                                                   | 1971. május 23.      | 1984. május 30.      |
| TEE 7/8 (később 64/65)   | Arbalète                      | Paris Gare de l’Est – Bázel SBB – Zürichi főpályaudvar                                               | 1957. június 2.      | 1979. május 26.      |
| TEE 88/89                | Aurora                        | Roma Termini – Reggio di Calabria                                                                    | 1974. május 26.      | 1975. május 31.      |
| TEE 14/15                | Bacchus                       | München Hauptbahnhof – Dortmund Hauptbahnhof                                                         | 1979. május 28.      | 1980. május 30.      |
| TEE 66/67                | Bavaria                       | Zürichi főpályaudvar – München Hauptbahnhof                                                          | 1969. szeptember 28. | 1977. május 21.      |
| TEE 84/85                | Brabant                       | Paris Gare du Nord – Brüsszel Midi/Brüsszell Zuid – (Amsterdam Centraal)                             | 1963. május 26.      | 1984. június 2.      |
| TEE 90/91                | Blauer Enzian                 | Hamburg-Altona – München Hauptbahnhof – (Klagenfurt)                                                 | 1965. május 30.      | 1979. május 26.      |
| TEE 74/75                | Capitole (du matin)           | Paris Gare d’Austerlitz – Toulouse-Matabiau (reggeli vonat)                                          | 1970. szeptember 27  | 1982. május 23.      |
| TEE 76/77                | Capitole (du soir)            | Paris Gare d’Austerlitz – Toulouse-Matabiau (esti vonat)                                             | 1970. május 27.      | 1984. szeptember 29. |
| TEE 70-71/72-73          | Catalán-Talgo                 | Genf-Cornavin – Barcelona                                                                            | 1969. június 1.      | 1982. május 22.      |
| TEE 13/14 (később 23/22) | Cisalpin                      | Paris Gare de Lyon – Milano Centrale – (Velence)                                                     | 1961. július 1.      | 1984. január 21.     |
| TEE 68/69                | Colosseum                     | Roma Termini – Milano Centrale                                                                       | 1984. június 3.      | 1987. május 30.      |
| TEE 36/37                | Cycnus                        | Milano Centrale – Ventimiglia                                                                        | 1973. szeptember 30. | 1978. május 27.      |
| TEE 42/43                | Diamant (I)                   | Dortmund Hauptbahnhof – Antwerpen                                                                    | 1965. május 30.      | 1976. május 29.      |
| TEE 80/81                | Diamant (II)                  | München Hauptbahnhof – Hamburg-Altona                                                                | 1979. május 27.      | 1981. május 27.      |
| TEE 90/93                | Edelweiss                     | Amsterdam Centraal – Zürichi főpályaudvar                                                            | 1957. június 2.      | 1979. május 26.      |
| TEE 26/27                | Erasmus                       | München Hauptbahnhof – Nürnberg Hauptbahnhof – Hága                                                  | 1973. június 3.      | 1980. május 31.      |
| TEE 4/5                  | L'Étendard                    | Paris Gare d’Austerlitz – Bordeaux                                                                   |                      |                      |
| TEE 82/85                | L'Étoile du Nord              | Paris Gare du Nord – Amsterdam Centraal                                                              | 1957. június 2.      | 1984. június 26.     |
| TEE 34/35                | Faidherbe                     | Paris Gare du Nord – Lille – Tourcoing                                                               | 1978. október 2.     | 1991. június 1.      |
| TEE 16/17                | Friedrich Schiller            | Dortmund Hauptbahnhof– Stuttgart Hauptbahnhof                                                        | 1979. május 27.      | 1982. május 19.      |
| TEE 14/15 (később 18/19) | Gambrinus                     | Hamburg-Altona – Köln Hauptbahnhof – München Hauptbahnhof                                            | 1978. május 29.      | 1983. május 27.      |
| TEE 36/37                | Gayant                        | Paris Gare du Nord – Lille – Tourcoing                                                               | 1978. október 2.     | 1986. május 30.      |
| TEE 50/51                | Goethe (I)                    | Frankfurt Hauptbahnhof – Paris Gare de l’Est                                                         | 1970. május 31.      | 1975. május 31.      |
| TEE 24/25                | Goethe (II)                   | Frankfurt Hauptbahnhof – Dortmund Hauptbahnhof                                                       | 1978. május 27.      | 1983 május 27.       |
| TEE 58/59                | Gottardo                      | Zürichi főpályaudvar – Milano Centrale                                                               | 1961. július 1.      | 1988. szeptember 24. |
| TEE 28/29                | Heinrich Heine                | Frankfurt Hauptbahnhof – Dortmund Hauptbahnhof                                                       | 1979. május 27       | 1983. május 27.      |
| TEE 78/79                | Helvetia                      | Zürichi főpályaudvar – Frankfurt Hauptbahnhof – Hamburg-Altona                                       | 1957. június 02.     | 1979. május 26.      |
| TEE 88/81                | L'Ile de France (I)           | Paris Gare du Nord – Amsterdam Centraal (Párizs–Brüsszel csak 1984. június 2. után)                  | 1957. június 2.      | 1987. május 30.      |
| TEE 85/80                | L'Ile de France (II)          | Paris Gare du Nord – Bruxelles Midi/Brussel Zuid                                                     | 1993. szeptember     | 1995. május 28.      |
| TEE 91/92                | Iris                          | Zürichi főpályaudvar – Bruxelles Midi/Brussel Zuid                                                   | 1974. május 26.      | 1981. május 30.      |
| TEE 30/31                | Jules Verne                   | Paris Gare Montparnasse – Nantes                                                                     | 1980. szeptember 28. | 1989. május 30.      |
| TEE 60/61                | Kléber                        | Paris Gare de l’Est – Gare de Strasbourg                                                             | 1971. május 23.      | 1987. május 29.      |
| TEE 24/25                | Lemano                        | Milano Centrale – Genf-Cornavin                                                                      | 1958. június 1.      | 1982. május 22.      |
| TEE 45-46/47-48          | Ligure                        | Milano Centrale – Avignon                                                                            | 1957. szeptember 12. | 1982. május 22.      |
| TEE 12/13                | Lyonnais                      | Paris Gare de Lyon – Lyon Perrache                                                                   | 1969. február 9.     | 1976. szeptember 26. |
| TEE 84/85                | Mediolanum                    | München Hauptbahnhof – Milano Centrale                                                               | 1957. október 15.    | 1984. június 2.      |
| TEE 86/79                | Memling                       | Paris Gare du Nord – Bruxelles Midi/Brussel Zuid                                                     | 1974. szeptember 29. | 1984. június 1.      |
| TEE 34/35                | Merkur                        | Stuttgart Hauptbahnhof – Köln Hauptbahnhof – København                                               | 1974. május 26.      | 1978. május 27.      |
| TEE 10/11                | Le Mistral                    | Paris Gare de Lyon – Gare de Marseille-Saint-Charles – Nice-Ville                                    | 1965. május 30.      | 1981. szeptember 25. |
| TEE 23/24                | Mont Cenis                    | Lyon-Perrache – Milano Centrale                                                                      | 1957. június 2.      | 1972. szeptember 30. |
| TEE 40/41                | Molière (ex Paris-Ruhr)       | Paris Gare du Nord – Köln Hauptbahnhof                                                               | 1957. június 2.      | 1979. május 25.      |
| TEE 80/89                | L'Oiseau Bleu                 | Paris Gare du Nord – Bruxelles Midi/Brussel Zuid                                                     | 1957. június 2.      | 1984. június 2.      |
| TEE 32/33                | Parsifal                      | Paris Gare du Nord – Dortmund Hauptbahnhof – Hamburg-Altona                                          | 1957. szeptember 29. | 1979. május 26.      |
| TEE 26/27                | Prinz Eugen (I)               | Brémai főpályaudvar – Passau – Wien Westbahnhof                                                      | 1971. szeptember 25. | 1975. május 31.      |
| TEE 26/27                | Prinz Eugen (II)              | Hannover – Köln Hauptbahnhof – Frankfurt Hauptbahnhof – Wien Westbahnhof                             | 1975. június 1.      | 1978. május 27.      |
| TEE 10/11                | Rembrandt                     | München Hauptbahnhof – Stuttgart Hauptbahnhof – Amsterdam Centraal                                   | 1967. május 28.      | 1983. május 28.      |
| TEE 6/7                  | Rheingold                     | Amsterdam Centraal – Genf-Cornavin (vonat)                                                           | 1965. május 30.      | 1987. május 30.      |
| TEE 16/17                | Rheingold                     | Amsterdam Centraal – Frankfurt Hauptbahnhof – Nördlingen – München Hauptbahnhof (coaches of a train) | 1982. május 23.      | 1987. május 30.      |
| TEE 21/22                | Rheinpfeil                    | Dortmund Hauptbahnhof – Frankfurt Hauptbahnhof – München Hauptbahnhof                                | 1965. május 30.      | 1971. szeptember 25. |
| TEE 74/75                | Roland (I)                    | Brémai főpályaudvar – Basel SBB – Milano Centrale                                                    | 1969. június 1.      | 1979. május 26.      |
| TEE 90/91                | Roland (I)                    | Brémai főpályaudvar – Frankfurt Hauptbahnhof – Stuttgart Hauptbahnhof                                | 1979. május 28.      | 1980. május 29.      |
| TEE 78/79                | Rubens                        | Paris Gare du Nord – Bruxelles Midi/Brussel Zuid                                                     | 1974. szeptember 29. | 1987. május 27.      |
| TEE 16/17                | Rhodanien                     | Paris Gare de Lyon – Gare de Marseille-Saint-Charles                                                 | 1971. május 23.      | 1978. szeptember 29. |
| TEE 28/29 (később 20/21) | Saphir                        | Frankfurt Hauptbahnhof – Bruxelles Midi/Brussel Zuid                                                 | 1957. február 6.     | 1979. május 26.      |
| TEE 68/69                | Settebello                    | Roma Termini – Milano Centrale                                                                       | 1974. május 26.      | 1984. június 2.      |
| TEE 62/63                | Stanislas                     | Paris Gare de l’Est – Gare de Strasbourg                                                             | 1971. május 24.      | 1982. szeptember 25. |
| TEE 83-86/87-88          | Ticino                        | Zürichi főpályaudvar – Milano Centrale                                                               | 1961. július 1.      | 1974. május 25.      |
| TEE 22/23                | Van Beethoven (ex Rhein-Main) | Frankfurt Hauptbahnhof – Amsterdam Centraal                                                          | 1957. június 2.      | 1979. május 26.      |
| TEE 94/95                | Vesuvio                       | Milano Centrale – Roma Termini – Napoli Centrale                                                     | 1973. szeptember 30. | 1987. május 30.      |
| TEE 38/39                | Watteau (I)                   | Paris Gare du Nord – Lille – Tourcoing                                                               | 1978. október 2.     | 1991. június 1.      |
| TEE 89/88                | Watteau (II)                  | Paris Gare du Nord – Bruxelles Midi/Brussel Zuid                                                     | 1993. szeptember     | 1995. május 28.      |